# Trophée national du Mérite sportif
Le Trophée national du Mérite sportif est une distinction belge visant à récompenser le meilleur sportif belge de l'année. Il ne peut être obtenu qu'une seule fois dans une carrière par un sportif.
Le Trophée National du Mérite Sportif est créé en 1928 par Alban Collignon en hommage à Fernand Jacobs, fondateur de l'Aéro-Club de Belgique. Les quatre premières années, le prix est décerné sous la dénomination « Grand Prix Fernand Jacobs ». Depuis 1933, le Trophée National du Mérite Sportif est une des plus hautes distinctions pour les sportifs en Belgique. Il peut être décerné à une/plusieurs personnes ou à une équipe sportive.

## Palmarès

### Disciplines par nombre de lauréats
- 20 : athlétisme
- 13 : cyclisme
- 8 : moto-cross et football
- 6 : natation
- 5 : auto et tennis
- 4 : judo
- 3 : patinage
- 2 : aviation, voile, triathlon et hockey sur gazon

### Années 1920
Disciplines dominantes : /
- 1928 : Louis Crooy et Victor Groenen (sport aéronautique)
- 1929 : Georges Ronsse (cyclisme)

### Années 1930
Disciplines dominantes : /
- 1930 : Hyacinthe Roosen (lutte)
- 1931: René Milhoux et Jules Tacheny (sport moteur)
- 1933 : Jef Scherens (cyclisme)
- 1934 : Union Saint-Gilloise (football)
- 1935 : Comte Arnold de Looz-Corswarem (aviation)
- 1936 : Ernest Demuyter (aérostation)
- 1937 : Joseph Mostert (athlétisme)
- 1938 : Hubert Carton de Wiart, Alphonse Lepage (auto)
- 1939 : Chevalier Henry de Menten de Horne (équitation)

### Années 1940
Discipline dominante : athlétisme
- 1940 : Fernande Caroen (natation)
- 1941 : Jan Guilini (natation)
- 1942 : Pol Braekman (athlétisme)
- 1943 : Prince Albert de Ligne (omnisports)
- 1944 : non décerné
- 1945 : La section belge de la R.A.F.
- 1946 : Gaston Reiff (athlétisme)
- 1947 : Micheline Lannoy et Pierre Baugniet (patinage)
- 1948 : Étienne Gailly (athlétisme)
- 1949 : Feru Moulin (natation)

### Années 1950
Discipline dominante : cyclisme
- 1950 : Briek Schotte (cyclisme)
- 1951 : Johnny Claes et Jacques Ickx (auto)
- 1952 : André Noyelle (cyclisme)
- 1953 : Équipage du yacht Omoo (voile)
- 1954 : non décerné
- 1955 : Roger Moens (athlétisme)
- 1956 : Gilberte Thirion (auto)
- 1957 : Jacky Brichant et Philippe Washer (tennis)
- 1958 : René Baeten (moto-cross)
- 1959 : Équipe belge de hockey sur gazon

### Années 1960
Disciplines dominantes : athlétisme et cyclisme
- 1960 : Flory Van Donck (golf)
- 1961 : Rik Van Looy (cyclisme)
- 1962 : Gaston Roelants (athlétisme)
- 1963 : Aurèle Vandendriessche (athlétisme)
- 1964 : Joël Robert (moto-cross)
- 1965 : Premier wing de chasse (aviation)
- 1966 : Raymond Ceulemans (billard)
- 1967 : Ferdinand Bracke et Eddy Merckx (cyclisme)
- 1968 : Jacky Ickx (auto)
- 1969 : Serge Reding (haltérophilie)

### Années 1970
Discipline dominante : athlétisme
- 1970 : Freddy Herbrand (athlétisme)
- 1971 : Emiel Puttemans (athlétisme)
- 1972 : Karel Lismont (athlétisme)
- 1973 : Roger DeCoster (moto-cross)
- 1974 : Paul Van Himst (football)
- 1975 : Jean-Pierre Burny (canoë-kayak)
- 1976 : Ivo Van Damme (athlétisme)
- 1977 : Gaston Rahier (moto-cross)
- 1978 : RSC Anderlecht (football)
- 1979 : Robert Van de Walle (judo)

### Années 1980
Disciplines dominantes : athlétisme, football et moto-cross
- 1980 : Équipe de Belgique de football (football)
- 1981 : Annie Lambrechts (patin à roulettes)
- 1982 : Ingrid Berghmans (judo)
- 1983 : Eddy Annys (athlétisme)
- 1984 : André Malherbe (moto-cross)
- 1985 : non décerné
- 1986 : William Van Dijck (athlétisme)
- 1987 : Ingrid Lempereur (natation)
- 1988 : Eric Geboers (moto-cross)
- 1989 : Michel Preud'homme (football)

### Années 1990
Disciplines dominantes : judo et natation
- 1990 : Jan Ceulemans (football)
- 1991 : Jean-Michel Saive (tennis de table)
- 1992 : Annelies Bredael (aviron)
- 1993 : Vincent Rousseau (athlétisme)
- 1994 : Brigitte Becue (natation)
- 1995 : Fred Deburghgraeve (natation)
- 1996 : Johan Museeuw (cyclisme)
- 1997 : Luc Van Lierde (triathlon)
- 1998 : Ulla Werbrouck (judo)
- 1999 : Gella Vandecaveye (judo)

### Années 2000
Disciplines dominantes : cyclisme, athlétisme et moto-cross
- 2000 : Joël Smets (moto-cross)
- 2001 : Kim Clijsters et Justine Henin (tennis)
- 2002 : Marc Wilmots (football)
- 2003 : Stefan Everts (moto-cross)
- 2004 : Axel Merckx (cyclisme)
- 2005 : Tom Boonen (cyclisme)
- 2006 : Kim Gevaert et Tia Hellebaut (athlétisme)
- 2007 : Relais féminin 4 × 100 m (Olivia Borlée, Kim Gevaert, Hanna Mariën et Élodie Ouédraogo) (athlétisme)
- 2008 : non décerné[2]
- 2009 : Philippe Gilbert (cyclisme)

### Années 2010
Disciplines dominantes : athlétisme
- 2010 : Philippe Lejeune (hippisme)
- 2011 : Kévin Borlée (athlétisme)
- 2012 : Evi Van Acker (voile)
- 2013 : Frederik Van Lierde (triathlon)
- 2014 : Daniel Van Buyten (football)
- 2015 : Relais 4 × 400 m (Dylan Borlée, Jonathan Borlée, Kévin Borlée, Antoine Gillet et Julien Watrin) (athlétisme)
- 2016 : Nafissatou Thiam (athlétisme)
- 2017 : David Goffin (tennis)
- 2018 : Nina Derwael (gymnastique)
- 2019 : Équipe masculine de hockey sur gazon

### Années 2020
- 2020 : Wout van Aert (cyclisme)
- 2021 : Bashir Abdi (athlétisme)
- 2022 : Remco Evenepoel (cyclisme)
- 2023 : Bart Swings (patinage)[3]
- 2024 : Lotte Kopecky (cyclisme)[4]